# Tage wie diese (Roman)
Tage wie diese (englischer Originaltitel Let It Snow. Three Holiday Romances) ist die Zusammenstellung dreier eigenständiger, aber miteinander verflochtener Geschichten. Das 2008 im Englischen veröffentlichte Werk erschien 2010 in der deutschen Übersetzung von Barbara Abedi im Arena Verlag und beinhaltet Jubilee Express (englischer Originaltitel The Jubilee Express) von Maureen Johnson, Ein Cheer unglaubliches Weihnachtswunder (englischer Originaltitel A Cheertastic Christmas Miracle) von John Green und Der Schutzheilige der Schweine (englischer Originaltitel The Patron Saint of Pigs) von Lauren Myracle.
Die Geschichten erzählen von drei Jugendlichen und ihren Weihnachtserlebnissen während eines heftigen Schneesturms in dem (fiktiven) Ort Gracetown in North Carolina. Es handelt sich um ein Jugendbuch, welches die Gefühlsbewegungen um die Verbundenheit mit den Eltern, das Ringen um die Ablösung von ihnen, die Beziehung zur peer-group ebenso berührt wie die Liebesgeschichten, in die alle drei Protagonisten auf ihre je eigene Art verwickelt sind. Alle drei Geschichten sind aus der Ich-Perspektive erzählt und spiegeln typisierend einen Ausschnitt der US-amerikanischen Lebenswirklichkeit von Jugendlichen.

## Die drei Geschichten
Der die drei Handlungsstränge verknüpfende Ort ist das Waffelhaus, um das die Haupt- und einige Nebenfiguren im Verlauf der Handlung kreisen. Fast alle der Jugendlichen wohnen in Gracetown, kennen sich von der Highschool, einige sind miteinander befreundet. Die jeweiligen Handlungen der einzelnen Erzählungen überschneiden sich immer wieder, um am Ende der Feiertage mit dem Zusammentreffen aller Protagonisten bei Starbucks in einen Handlungsstrang zu münden.
Gemeinsam ist ihnen die Beschreibung eines Wendepunkts im Leben der Hauptcharaktere, der zwar von äußeren Begebenheiten beeinflusst oder ausgelöst wird, vor allem aber eine innere Wandlung und Einsicht in die eigenen Stärken und Schwächen zur Folge hat. Erst daraus entwickeln die Protagonisten die Fähigkeit, sie behindernde Handlungsmuster zu durchbrechen.

### Jubilee Express

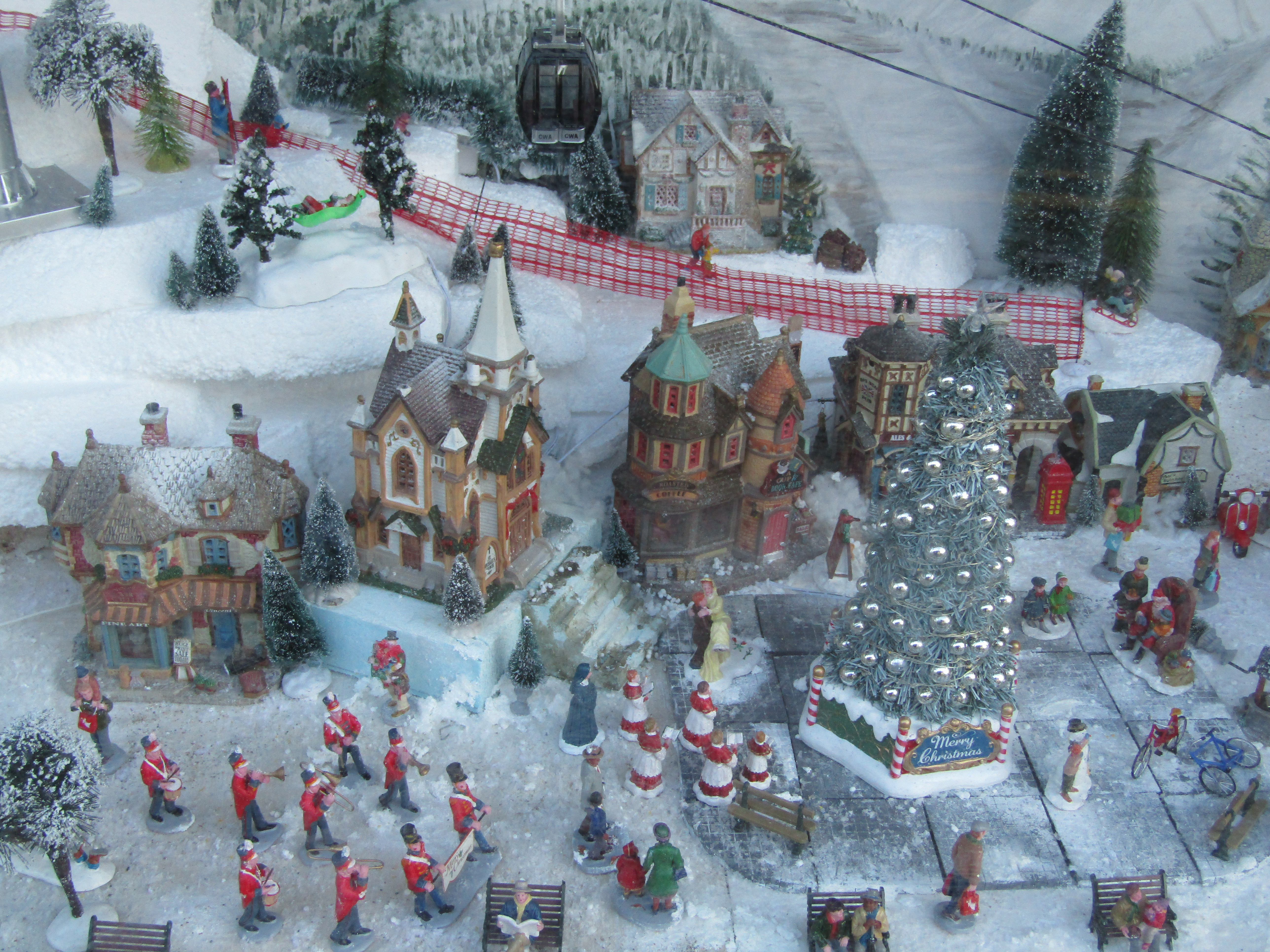
Weihnachtsdorf

Die erste Erzählung von Maureen Johnson beschreibt die abenteuerlichen Weihnachtstage der 16-jährigen Jubilee Dougal, deren wohlsituierte Eltern gerade aufgrund einer Einkaufsschlägerei um ein Flobie-Weihnachthaus im Gefängnis gelandet sind. Sie soll deshalb für die Feiertage von Richmond zu ihren Großeltern nach Florida fahren und kann über die gesamten Festtage mit Noah, ihrem perfekten Freund nur noch telefonieren. Während ihrer Zugfahrt am Abend des 24. Dezembers trifft sie zunächst auf den gutaussehenden, netten, aber bekümmerten Jeb. Er ist auf dem Weg nach Hause und zu seiner Freundin, die er telefonisch jedoch nicht erreicht. Jubilee bietet ihr Handy an, aber bei seinem Anruf hebt niemand ab. Als er ihr vom Betrug seiner Freundin erzählen will, steigen 14 Cheerleader zu, die ihr mit ihrem lauten und dümmlichen Benehmen auf die Nerven gehen. Als der Zug auf unbestimmte Zeit im Schneesturm stecken bleibt, macht sie sich deshalb auf den Weg und landet in einem Waffelhaus, wo sie neben der Bedienung, ein junger Mann namens Don-Keun, zunächst auf einen älteren Mann in Alufolie trifft und dann auf Stuart, der mit dem Wagen ebenfalls im Schneesturm stecken geblieben ist. Sie kommen ins Gespräch und beobachten Jeb, der draußen versucht, gegen die drückenden Schneemassen eine Telefonzellentür zu öffnen, weil sein Handy beim abrupten Zughalt kaputt gegangen war. Um den Cheerleadern, die inzwischen auch im Waffelhaus gelandet sind, zu entfliehen nimmt sie schließlich sein Angebot an, mit ihm zu seiner Mom zu gehen, deren Haus zu Fuß erreichbar scheint: „Ich dachte über sein Angebot nach. Mein kalter, stecken gebliebener Zug stand auf der anderen Straßenseite. Mein augenblicklicher Aufenthaltsort war ein Waffelhaus voller Cheerleader inklusive eines Typen in Alufolie. Meine Eltern waren Gäste des Staates, Hunderte von Meilen weg. Und über uns tobte der heftigste Schneesturm seit fünfzig. Jahren. Ja, ich brauchte einen Unterschlupf“.
Sie erleben eine anstrengende, aber aufregende Wanderung durch den Sturm, bei der Stuart das Verhalten von Jubilees Freund hinterfragt, bis sie in einem Bach durch das Eis brechen und dem brusthohen kalten Wasser nur mit Mühe entkommen. Im Haus werden sie überaus herzlich von Debbie, der Mutter von Stuart, und seiner kleinen Schwester Rachel empfangen. Debbie entpuppt sich als eine fürsorgliche jüdische Mutter, die begeistert Weihnachten zelebriert und ebenfalls ein paar Flobie-Weihnachtshäuer besitzt. Am nächsten Morgen kann Jubilee mit ihrer Mutter im Gefängnis telefonieren und Stuarts Mutter beschließt, Jubilee über die Feiertage bei sich zu beherbergen. Losgelöst aus ihrem alltäglichen Leben und gekränkt durch Noahs Desinteresse am Telefon, beginnt Jubilee den Charakter und die Beziehung zu ihrem Freund zu hinterfragen. Stuart, der Julies mehrfache telefonische Kontaktversuche mit dem völlig unempathischen Noah beobachtet hat, öffnet ihr die Augen für seine Ignoranz, und in einem Moment schockierter Wut ruft sie Noah an und beendet die Beziehung. Stuart erzählt ihr von seinem schmerzlichen Erlebnis mit seiner früheren Freundin Chloe, die ihn betrogen hatte. Jubilee erkennt, dass sie ihr Leben nur nach Noahs Zeitplan und Bedürfnissen ausgerichtet hatte, er aber kein Interesse an ihrem Leben hatte: „Mein Gott ... seit einem Jahr hatte ich mich gelangweilt. Ich hatte seit Ewigkeiten nicht mehr über mich gesprochen. Stuart sprach über mich. Er schenkte mir Aufmerksamkeit. Ein komisches Gefühl, fast ein bisschen zu intim, aber doch großartig“.
Die Situation endet mit einem Kuss, der unterbrochen wird von Debbies und Rachels Rückkehr. Überfordert von ihrem sprunghaften Verhalten macht sie sich in einem unbeobachteten Moment auf die Suche nach ihrem Zug, zumal sie fälschlich annimmt, Stuart würde ihr aus dem Weg gehen. Nachdem sie eine längere Zeit durch die Siedlung geirrt war, wird sie von Stuart gefunden. Als Noah anruft, wirft sie ihr Handy fort in den Schnee, wo es von einigen Kindern gefunden wird. Gemeinsam gehen sie zurück zu Stuarts Zuhause.

### Ein Cheer unglaubliches Weihnachtswunder

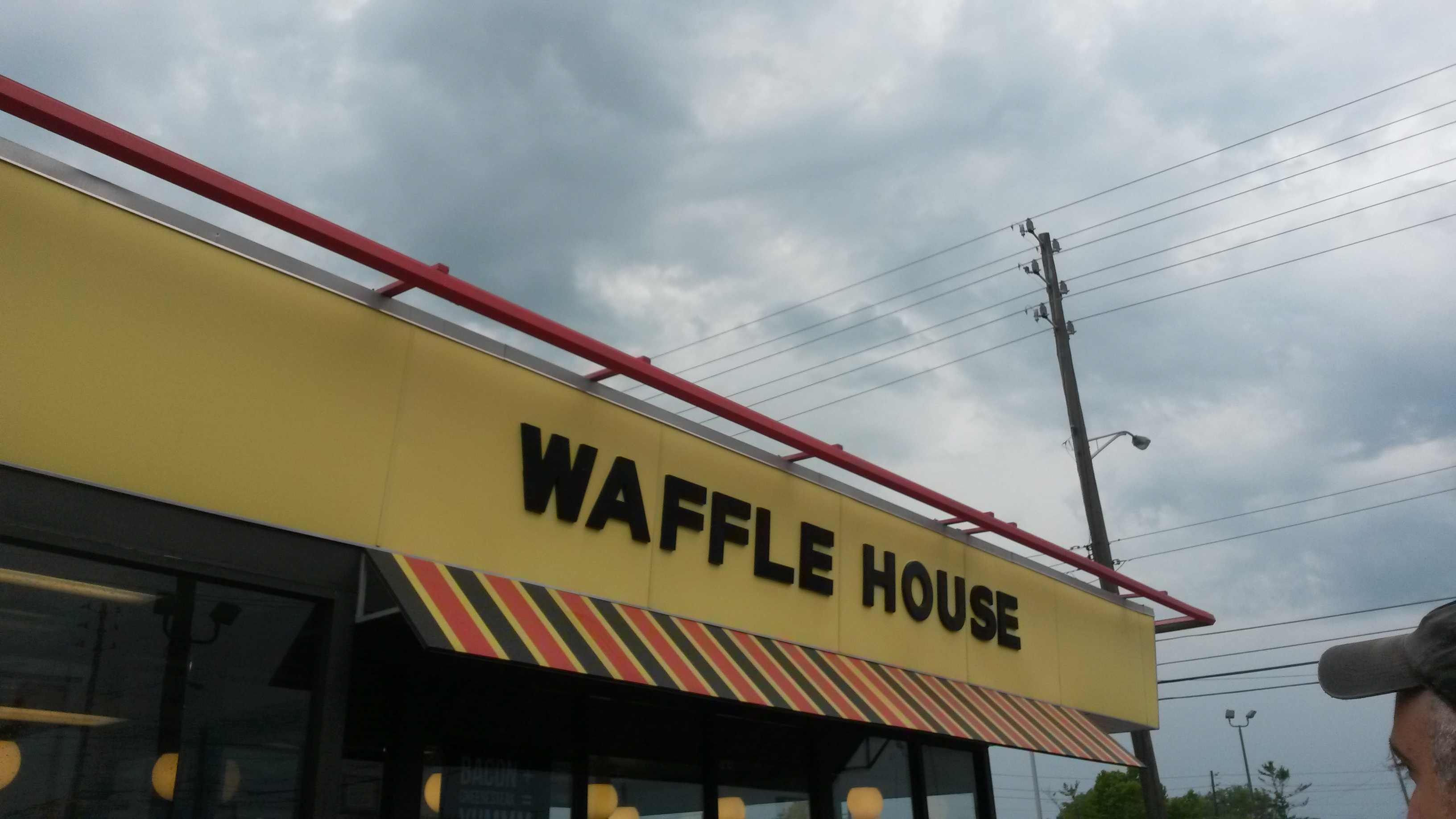

John Greens Erzählung beginnt ebenfalls am 24. Dezember. Weil seine Eltern wegen des Schneesturms bei einem Ärztekongress in Boston feststecken, verbringt der 17-jährige Tobin den Weihnachtsabend mit seinen Freunden JP, einem Jungen koreanischer Abstammung, und Angie, die von allen nur der Herzog genannt wird: „Irgendwann später, in der neunten Klasse, saßen wir dann mal beim Mittagessen und JP und Keun und ich machten ihr den Vorschlag, sie Angie zu nennen, aber sie sagte, sie hasste es Angie genannt zu werden. Also blieben wir bei Herzog. Es passte zu ihr. Sie hatte eine beeindruckende Körperhaltung und war die geborene Anführerin, und obwohl sie inzwischen kein bisschen jungenhaft mehr aussah, verhielt sie sich meistens doch immer noch wie einer von uns.“
Ihr Filmabend wird durch den Anruf Don-Keuns unterbrochen, der sie aufgeregt auffordert, wegen des unverhofften Eintreffens von 14 Cheerleadern mit einem Twister-Spiel zum Waffelhaus zu kommen. Er und die beiden anderen Mitarbeiter hatten beschlossen, dass nur weitere 4 Personen ins Waffelhaus passen, haben ihre Freunde informiert, und so beginnt kurz vor Mitternacht ein Wettlauf, Tobin und JP in hastiger Freude, der Herzog widerstrebend. Auf dem Weg rast Tobin in eine Schneewehe und zu Fuß setzen sie ihren Weg zum noch drei Meilen entfernten Waffelhaus fort, als sie von dem gegnerischen Team im Auto verhöhnt und überholt werden, bevor dieses selbst in eine Schneewand rutscht. Verfolgt von den wütenden Kontrahenten sind sie gezwungen, wegen des vergessenen Twister-Spiels nochmals zum Auto zurückzukehren. Während ihrer nächtlichen Wanderung reagiert der Herzog zunehmend gereizt auf die Cheerleader-Gespräche der Jungen und es wird deutlich, dass Tobin sich vor einem Wandel ihres Verhältnisses fürchtet: „In zwischenmenschlichen Beziehungen ist es immer eine Katastrophe, wenn einer anfängt, an der Wand zwischen Freundschaft und Küssen herumzukratzen. Wenn man sich traut, die Wand einzureißen, entsteht eine Geschichte, die vielleicht einen guten Mittelteil hat (...) Und ich hatte nicht die mindeste Lust auf einen guten Mittelteil mit dem Herzog, wenn die Gefahr bestand, dass der Schluss eine unausweichliche Katastrophe werden könnte.“
Die Nacht endet in einem irrwitzigen Wettlauf aller drei Teams zum Waffelhaus, aber es ist JP, der für sie gewinnt. Überschwänglich von Don-Keun begrüßt, bestellen sie ihr Essen. Außer ihnen sind noch die Cheerleader anwesend und Jeb, der darauf wartet, dass er am Morgen mit Keun zurück in die Stadt fahren kann. Niedergeschlagen bittet er Tobin und den Herzog, seiner Freundin Addi auszurichten, dass er aufgehalten wurde und noch komme, falls sie sie zufällig sehen sollten. Tobin und der Herzog geben endlich zu, sich ineinander verliebt zu haben. Am Morgen wird Tobins Auto vom Abschleppdienst aus der Schneewehe gezogen. Der Fahrer entpuppt sich als der stets in Alufolie gewickelte Travis. Den nächsten Tag verbringt Tobin mit seinen heimgekehrten Eltern, abends besuchen ihn JP, Keun und der Herzog. Morgens um halb fünf laufen er und der Herzog übermüdet und glücklich zum Starbucks.

### Der Schutzheilige der Schweine

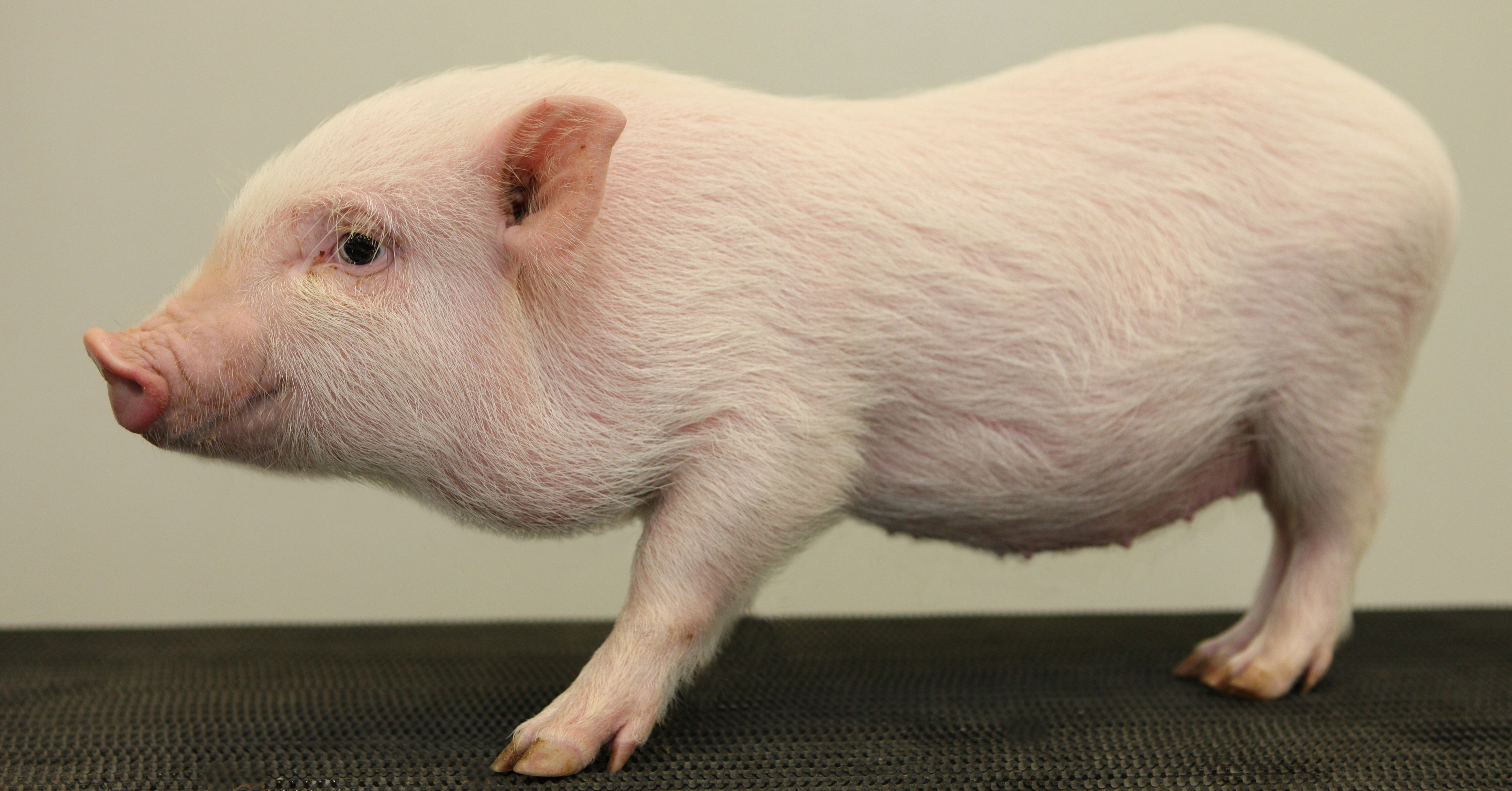
Minischwein

Lauren Myracles Erzählung beginnt mit der Darstellung von Addie, die seit einer Woche von Jeb getrennt ist und sich aus Kummer die Haare abgeschnitten und pink gefärbt hat. Die Weihnachtstage verbringt sie niedergeschlagen in ihrem Zimmer, schaut sich Fotos ihres gemeinsamen Jahres von ihm an und denkt an Begebenheiten mit ihm und die unterschiedlichen Erwartungen an ihre Beziehung zurück, seit er aus einem Cherokee-Reservat mit seiner Mutter nach Gracetown gezogen war und die 10. Klasse mit ihr besuchte. Obwohl sie sich lieben, nehmen die Differenzen darum, dass Jeb seine Gefühle nicht direkter zeigt, immer mehr zu, bis Addie sich bei einer Party frustriert mit einem anderen Jungen namens Charlie einlässt. Aus Scham trennt sich Addie am nächsten Morgen zunächst von Jeb. Zu einem von ihr in einer Entschuldigungsmail vorgeschlagenen Treffen am 24. bei Starbucks, dem Ort ihres ersten Kusses, ist er nicht erschienen. Ihre Freundinnen Tegan und Dorrie, die zu einer der zwei jüdischen Familien in der Stadt gehört, besuchen sie am 25. und versuchen sie zu trösten, äußern aber auch Kritik an Addies Selbstbezogenheit. Tegan vermutet, Jeb könne ungewollt verhindert gewesen sein, lässt sich Addies Handy geben und wählt die unbekannte Nummer, die ihr angezeigt wird. Es melden sich einige Kinder, die das Handy ein paar Stunden zuvor in einer Schneewehe gefunden hatten, nachdem sie beobachtet hatten, wie ein Mädchen es fortgeworfen hat.
Außerdem erzählt die Schweinebegeisterte Tegan vom anstehenden Ankommen ihres Minischweins. Addie bietet an, es am nächsten Tag nach ihrer Arbeit bei Starbucks abzuholen, da nur ihr Auto die verschneiten Straßen bewältigen kann. Eine der ersten Kunden sind die übernächtigten und frisch verliebten Tobin und Angie. Zunehmend verunsichert über Einschätzungen von Freunden und Bekannten beginnt sie über sich und ihre Ichbezogenheit nachzudenken: „Trotzdem hatte ich die seltsame Befürchtung, dass das Universum mir gerade etwas mitteilen wollte. Es fühlte sich an, wie am Rand eines Abgrunds zu balancieren, nur dass der Abgrund in mir drin war. Ich traute mich nicht hinunterzuschauen“.
Durch verschiedene Vorkommnisse gelangt Addie verspätet zum Tiergeschäft, um das vorbestellte Schwein abzuholen, das jedoch irrtümlich kurz vorher verkauft wurde. Entschlossen, ihre Freundin nicht zu enttäuschen, ruft sie als letzte Möglichkeit Charlie an, damit dieser sie zur Schweinekäuferin chauffiert, da ihr Wagen zwischenzeitlich von ihrem Vater gebraucht wurde. Die Käuferin entpuppt sich als eine alte unkonventionelle Stammkundin aus dem Starbucks, die ihr das Schweinchen Gabriel bereitwillig überlässt. Zurück im Cafe sind ihre nächsten Kunden Stuart und Jubilee, und schließlich treffen noch zu den bereits anwesenden Tobin und Angie ihre Freundinnen Tegan und Dorrie ein, gefolgt von Jeb, mit dem sie sich versöhnt.

## Rezeption
Im englischen Sprachraum erhielt das Buch nach seinem Erscheinen durchweg positive Rezensionen. Die Young Adult Library Services Association erwähnte es auf der Liste der bemerkenswerten Bücher für 2008.
Das Buch wird als Jugendbuch ab 12 oder 14 Jahren beurteilt, welches sich um Herzensangelegenheit in der harten Zeit der Pubertät drehe, unterhaltsam sei, aber dennoch einen berührenden Tiefgang habe mit dem besonderen Blick auf die Gefühlswirren der Teenagerzeit.
Das Buch wurde in mehrere Sprachen übersetzt.

## Film
Im September 2014 kauften die Universal Studios die Rechte für eine Filmadaption, welche später jedoch an Netflix weiterverkauft wurden. Am 8. November 2019 erschien die Verfilmung von Luke Snellin auf Netflix. Die Hauptrollen spielen Isabela Merced, Shameik Moore und Kiernan Shipka.

## Ausgaben
- 2008 Original Let It Snow. Three Holiday Romances. Speak, Penguin Books, USA 2008, ISBN 978-0142412145.
- 2010 Tage wie diese. Deutsche Übersetzung durch Barbara Abedi. Arena Verlag, Würzburg. 2. Auflage als Sonderausgabe, ISBN 978-3-401-50659-3.
- 2013 Deixe A Neve Cair. Portugiesische Übersetzung. Editora Rocco, ISBN 978-8581222899.
- 2015 Noches blancas: Tres historias de amor inolvidables. Spanische Übersetzung durch Verónica Canales Medina, ISBN 978-1941999509.